# Nguyễn Văn Lý
Nguyễn Văn Lý, genannt Bruder Thaddeus (alternativ Thadeus), (* 15. Mai 1946) ist ein römisch-katholischer Priester und ein prominenter vietnamesischer Dissident. Er verbrachte als politischer Häftling bislang mehr als 15 Jahre im Gefängnis.

## Leben
Nguyễn Văn Lý fing in den 1970er Jahren an, sich politisch in der Pro-Demokratie-Bewegung zu engagieren. Aufgrund seiner Aktivitäten wurde er 1977 zu einer einjährigen Gefängnisstrafe verurteilt. Von Mai 1983 bis Juli 1992 war er wieder inhaftiert. Die Begründung lautete: „Opponent der Revolution und Zerstörung der nationalen Einheit“. Im Dezember 1983 adoptierte Amnesty International Nguyễn Văn Lý als „Prisoner of Conscience“.
Im November 2000 erhielt Nguyễn Văn Lý internationale und offizielle Aufmerksamkeit, als während eines Staatsbesuchs von Bill Clinton in Vietnam Mitglieder des Komitees für Religiöse Freiheit ihn in seinem Dorf besuchten.
Am 17. Mai 2001 wurde Nguyễn Văn Lý in An Truyen verhaftet. Die Anklage lautete auf: „Wiederholte Missachtung von Bewährungsauflagen“. Im Oktober 2001 wurde er zu weiteren 15 Jahren Gefängnis verurteilt, weil er für das Menschenrecht auf persönliche Meinungsfreiheit eintrat. Aufgrund des internationalen Drucks wurde die Haftstrafe später mehrere Male reduziert und Nguyễn Văn Lý im Februar 2004 freigelassen. Er steht aber unter Hausarrest im Erzbistum Huế. Im Juli 2011 wurde er krank ins Gefängnis von Ba Sao zurückverlegt.
Am 8. April 2006 veröffentlichte Nguyễn Văn Lý zusammen mit Schriftstellern das „Manifest zu Freiheit und Demokratie in Vietnam“. Später nannten sich die Unterzeichner des Manifestes Bloc 8406, nach dem Veröffentlichungsdatum des Papiers.
Eine Woche später erschien die erste Ausgabe des Zeitungsblogs „Freie Sprache“ (vietnamesisch: Tự Do Ngôn Luận). Herausgeber waren Nguyễn Văn Lý und drei weitere katholische Priester.
Am 8. September 2006 nahm Nguyễn Văn Lý an der Gründung der „Vietnam Fortschritts Partei“ (vietnamesisch: Đảng Thăng Tiến Việt Nam) teil.

### Verhaftung und Verurteilungen
Am 19. Februar 2007 unternahm die Geheimpolizei eine Hausdurchsuchung im Erzbistum Huế, beschlagnahmte Computer und inhaftierte Nguyễn Văn Lý. Er wurde nach Ben Cui in Zentral-Vietnam gebracht, wo er unter Hausarrest gestellt wurde. Vom 24. Februar bis 5. März trat Nguyễn Văn Lý in den Hungerstreik, um gegen seine Verhaftung zu protestieren.
Aufgrund seiner Mitgliedschaft bei Bloc 8406 wurde Nguyễn Văn Lý am 30. März 2007 zu acht Jahren Gefängnis verurteilt. Die Urteilsbegründung des Richters Bùi Quốc Hiệp lautete: „Schwere Verbrechen, die die nationale Sicherheit bedrohten“. Nguyễn Văn Lý hatte versucht einen Boykott der bevorstehenden Wahlen zu organisieren.
Sein Auftritt vor Gericht wurde in Vietnam im Fernsehen übertragen und ausländischen Journalisten war es erlaubt, teilzunehmen. Während der Verhandlung versuchte Nguyễn Văn Lý „Nieder mit dem Kommunismus!“ zu rufen (vietnamesisch: “Đả Đảo Cộng Sản”). Er wurde jedoch von dem Sicherheitsbeamten hinter ihm gestoppt, indem dieser ihm den Mund zuhielt. Das Video dieser Situation und ein Photo wurden danach über das Internet verbreitet.
Die Verurteilung wurde auch von ausländischen Politikern kritisiert, darunter vom Sprecher des US-amerikanischen Außenministeriums Sean McCormack und der damaligen US-Außenministerin Condoleezza Rice, die dieses eine „negative Entwicklung“ nannte. Der US-Kongressabgeordnete Christopher Smith initiierte eine Resolution des Kongresses, in der Vietnam aufgefordert wurde, Nguyễn Văn Lý sofort und bedingungslos freizulassen. Die Kongressabgeordnete Zoe Lofgren schrieb einen Brief an Rice, damit Vietnam wieder in die Liste der Länder für Besondere Besorgnis aufgenommen würde (englisch: „Country of Particular Concern“) wegen seiner Verletzungen von Menschenrechten und religiöser Freiheit. 2016 setzen sich die Reporter ohne Grenzen sowie missio in Aachen mit einer Online-Petition für die Freilassung des katholischen Priesters ein.

### Freilassung
Unmittelbar im Vorfeld des Staatsbesuches von US-Präsident Barack Obama in Vietnam wurde Nguyễn Văn Lý aus der Haft entlassen.

## Meinungen zu Nguyễn Văn Lý
„Bruder Lys Aktivitäten zur Unterstützung größerer religiöser Freiheit in Vietnam dauern seit vielen Jahren an“.
„Homo Homini Preis“ ist eine jährliche Auszeichnung der „People in Need“-Stiftung, an Menschen mit herausragenden Verdiensten um Menschenrechte, Demokratie und gewaltfreie Lösung politischer Konflikte. Nguyễn Văn Lý ist ein römisch-katholischer Priester. Er wurde wiederholt Opfer brutaler Behandlung seitens der Autoritäten, als er sich für religiöse Freiheit in Vietnam einsetzte. (Erhalt des Homo Homini Preises 2003).
„Dies ist nicht der erste Zusammenstoß von Bruder Ly mit der vietnamesischen Regierung. Seit 1977 hat die Regierung von Vietnam Ly wiederholt festgenommen, belästigt und inhaftiert, weil er für religiöse Freiheit eintritt.“
„Der US-Senator Sam Brownback traf gestern mit einem der führenden politischen und religiösen Dissidenten Vietnams zusammen. Brownback traf Bruder Nguyễn Văn Lý, einen katholischen Priester, der von vietnamesischen Offiziellen gefangen gehalten wird, weil er das Ein-Parteien-System und den Mangel an religiöser Freiheit in Vietnam kritisiert. Die zwei trafen sich im Nam Ha-Gefängnis, wo Nguyễn Văn Lý derzeit einsitzt.“